# Mark Villa
Mark Villa (* in Baarn als Martinus Haase) ist ein niederländischer House-Produzent und DJ. Mit 14 Jahren zeigte er 2015 bei dem MixMash Records demo drop sein Talent.
Er stand unter Vertrag bei MixMash Records und ist der jüngste DJ, der im Jahr 2016 bei Tomorrowland (Belgien) und Parookaville (Deutschland) aufgelegte. Sein erster Titel, Venture, veröffentlicht bei dem Label MixMash Records von Laidback Luke, wurde von Don Diablo, David Guetta und anderen DJs unterstützt und gespielt, womit sein Durchbruch gelang. Er erreichte die Top 50 der Dance-Produzenten auf Beatport im Jahr 2017.
Im November 2019 beendete er die Zusammenarbeit mit MixMash Records und begründete das mit Meinungsverschiedenheiten betreffend seiner Karriereplanung. Danach nahm er eine Auszeit und veröffentlichte auch keine Musik mehr.
Im August 2021 meldete er sich mit einem Comeback zurück und erklärte in einem Video an seine Fans, dass für seine Abwesenheit Depressionen verantwortlich waren.
Derzeit steht er unter Vertrag bei Universal Music Group.

## Singles
| Jahr | Titel                | Kommentar                                              |
| ---- | -------------------- | ------------------------------------------------------ |
| 2016 | Venture              | Dance & EDM MixMash Records                            |
| 2016 | No Mercy             | Dance & EDM MixMash Records                            |
| 2017 | Rise                 | Dance & EDM with Laidback Luke MixMash Records         |
| 2017 | Lots To Say          | Dance & EDM with Keanu Silva feat. F51 MixMash Records |
| 2017 | In Your Arms Tonight | Dance & EDM with Jonas Blue Virgin EMI/Universal       |
| 2017 | Atlas                | Dance & EDM with MixMash Records                       |
| 2018 | Riptide              | Dance & EDM with Spinnin'Records                       |
| 2019 | I got U              | Dance & EDM with Danny Dearden Mixmash Records         |

## Remixe (offizielle)
- 2016: Needin’ U so – Inpetto (Mark Villa Remix) – Mixmash Records
- 2017: Paradise – Laidback Luke – Made in June (ft. Bright Lights) – (Mark Villa Remix) –  DIMMAK
- 2017: Cash Cash (ft. Conor Maynard) – All My Love (Mark Villa Remix) – WARNER
- 2017: All Falls Down – Alan Walker (ft. Noah Cyrus and Digital Farm Animals) – (Mark Villa Remix) – MER MUSIKK
- 2018: Both of Us - Yellow Claw (ft STORI) - (Mark Villa Remix) - Barong Family
- 2018: Cool - Felix Jaehn ft. Marc. E. Bassy and Gucci Mane - VIRGIN
- 2018: Emoji - Galantis - Big Beat Records